# 張晏鐘
張晏鐘（英文名：JEJ，1985年9月17日—），出生於台北，畢業於國立台北科技大學電腦與通訊研究所。因練習曲大四開始環島，環島的感動醞釀出規劃五年的綠色騎跡（Eurasia Green Gallery）計畫。2012年4月17日從北京出發，用210天，走過歐亞大陸13國，沿途發願邊種樹回饋地球，並成功與各國朋友種下335棵樹苗，最終抵達羅馬梵蒂岡，與梵蒂岡大使在台灣歐洲唯一的邦交國種下最後一棵樹，全程16,336.2公里，希望能呼籲更多人來重視環境問題做環保。

## 相關報導
- 綠色騎跡官方網站 （页面存档备份，存于）
- 中華民國「綠色騎跡單車隊」拜會駐教廷大使王豫元
- 萬里植樹 綠色騎跡環保圓夢 （页面存档备份，存于）
- 環保壯舉 綠色騎跡穿越歐亞 （页面存档备份，存于）
- 前主播魏華萱站台　從北京騎車種樹到羅馬 （页面存档备份，存于）
- 低碳綠色騎跡 單車環台植樹 （页面存档备份，存于）